# Eduard Külz
Rudolf Eduard Külz (* 17. April 1845 in Deetz (Zerbst) im Fürstentum Anhalt-Köthen; † 13. Januar 1895 in Marburg im Kurfürstentum Hessen) war ein deutscher Physiologe, der durch seine Forschungen über die Zuckerkrankheit einen wesentlichen Beitrag zur Aufklärung des Krankheitsverlaufs und seiner therapeutischen Beherrschbarkeit leistete. Als Hochschullehrer setzte er sich für die  Weiterentwicklung der Physiologie zur Physiologischen Chemie ein.

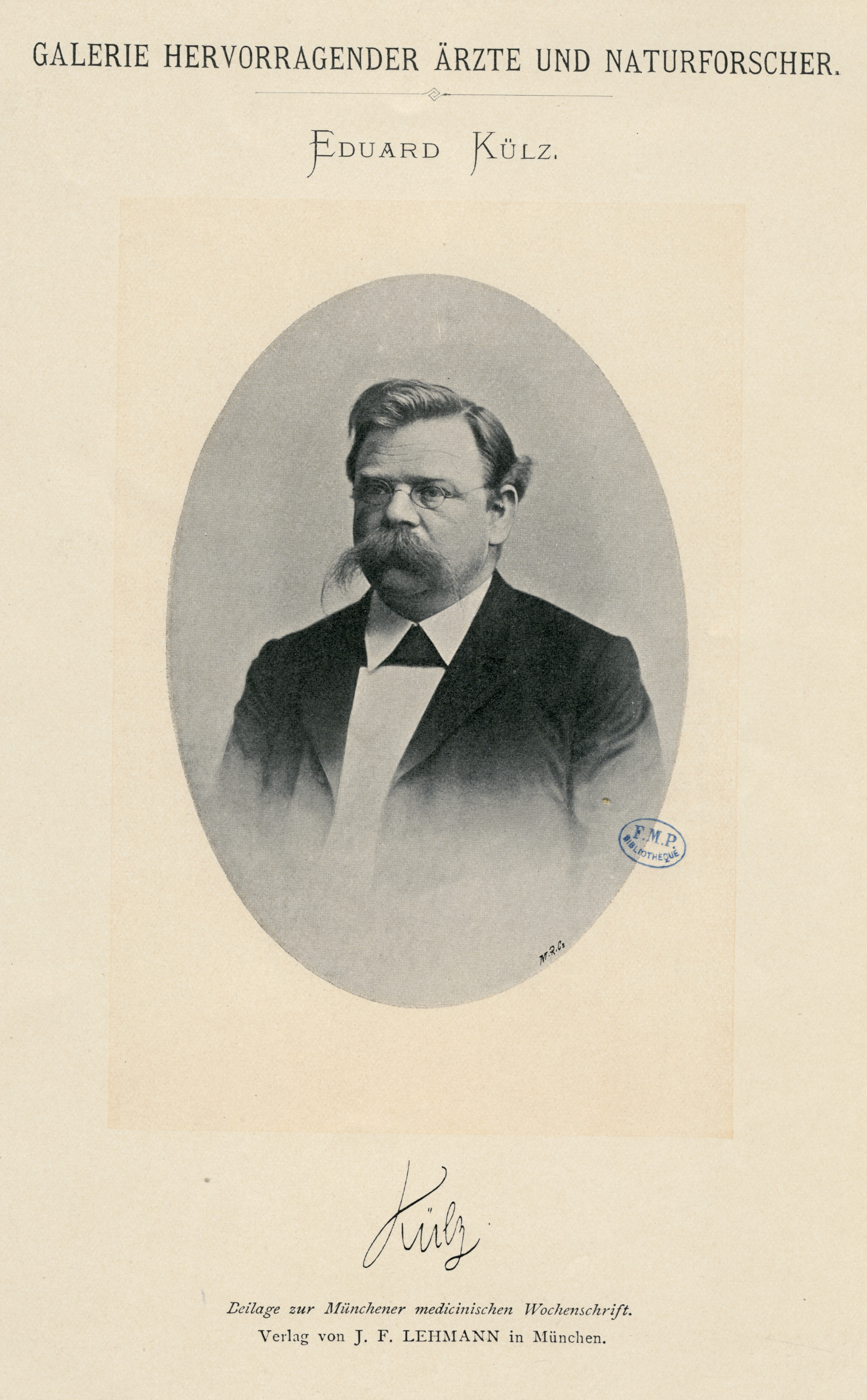
Eduard Külz (1845–1895)Physiologe und Hochschullehrer

## Leben

### Herkunft und Familie
Eduard Külz war der Sohn des Lehrers und Kantors  Friedrich Külz (1797–1865) und dessen Ehefrau Christiane Hahn (1806–1860, Tochter des Waffenschmieds Caspar Hahn und seiner Frau Christiane). 1875 heiratete Eduard in Marburg Maria Lange (1849–1877, Tochter des Architekten und Hochschullehrers Friedrich Lange). Aus der Ehe ging ein Kind hervor, das im frühen Kindesalter verstarb. 1879 heiratete er nach dem Tod seiner ersten Frau die  Pfarrerstochter Cleophea Schlemmer (1854–1923). Die Ehe brachte den Sohn Fritz Külz (1887–1949, Pharmakologe) hervor.

### Werdegang und Wirken
Eduard Külz besuchte das Francisceum in Zerbst und erlangte dort das Zeugnis der Reife. Nach dem Studium der Medizin an der Friedrich-Wilhelms-Universität zu Berlin legte er das Staatsexamen ab und folgte bald seinem Lehrer Nathanael Lieberkühn zum medizinisch-klinischen Institut der Philipps-Universität Marburg, wo er am 12. August 1871 mit der im Labor des Chemikers Georg Ludwig Carius durchgeführten chemisch-medizinischen Arbeit „Versuche zur Synthese des Cystins nebst Untersuchung der allylschwefligen Säure und einiger Salze derselben“ zum Dr. phil und im Jahr darauf mit einer klinischen Arbeit auch zum Dr. med. promovierte. Am 30. November 1872 habilitierte er sich für Physiologie und wurde außerordentlicher Professor der Physiologie an der Universität Marburg. Im August 1879 erhielt er dort die Anstellung als planmäßiger Professor und wurde zum 1. Oktober Direktor des Physiologischen Instituts in Marburg.
In den Jahren von 1884 bis 1891 war er Dekan der Medizinischen Fakultät der Universität Marburg.
Külz war politisch aktiv und Mitglied des Rates der Stadt Marburg.
Jahresende 1894 erkrankte Külz an einer Blinddarmentzündung. Diese verschlimmerte sich rapide. Ein geplanter operativer Eingriff, in den Külz so viel Hoffnung gesetzt hatte, konnte nicht mehr durchgeführt werden. So starb er am 13. Januar 1895.

### Bedeutung für die Medizin
Durch seine Forschungen erweiterte Külz das (bisherige) klinische Wissen über den Diabetes Mellitus durch moderne biochemische Vorstellungen. Damit leistete er einen wesentlichen Beitrag zur Aufklärung des  Krankheitsgeschehens und seiner therapeutischen Beherrschbarkeit. Mit seinen Arbeiten  über die Zusammenhänge der verschiedenen  Nahrungsbestandteile mit der endogenen Zuckerentstehung (Glukoneogenese) sowie über die chemische Natur und das metabolische Verhalten von Glykogen brachte er neue Erkenntnisse. Ein wichtiger Beitrag war die Auffindung der  „β-Oxybuttersäure“ und des im Harn eines kranken Menschen befindlichen „Zylinders“.

## Schriften
Übersicht über die zahlreichen Schriften bei Leopoldina Bände 31–34, S. 182. (google.de)

## Ehrungen und Auszeichnungen
- Am 31. August 1884 wurde Eduard Külz unter der Präsidentschaft des Physikers Hermann Knoblauch in der Sektion  Physiologie unter der Matrikel-Nr. 2486 als Mitglied in die Kaiserliche Leopoldino-Carolinische Deutsche Akademie der Naturforscher aufgenommen.[2]
- 13. September 1891 Geheimer Medizinalrat